# پیمان ۱۹۰۵ ژاپن و کره

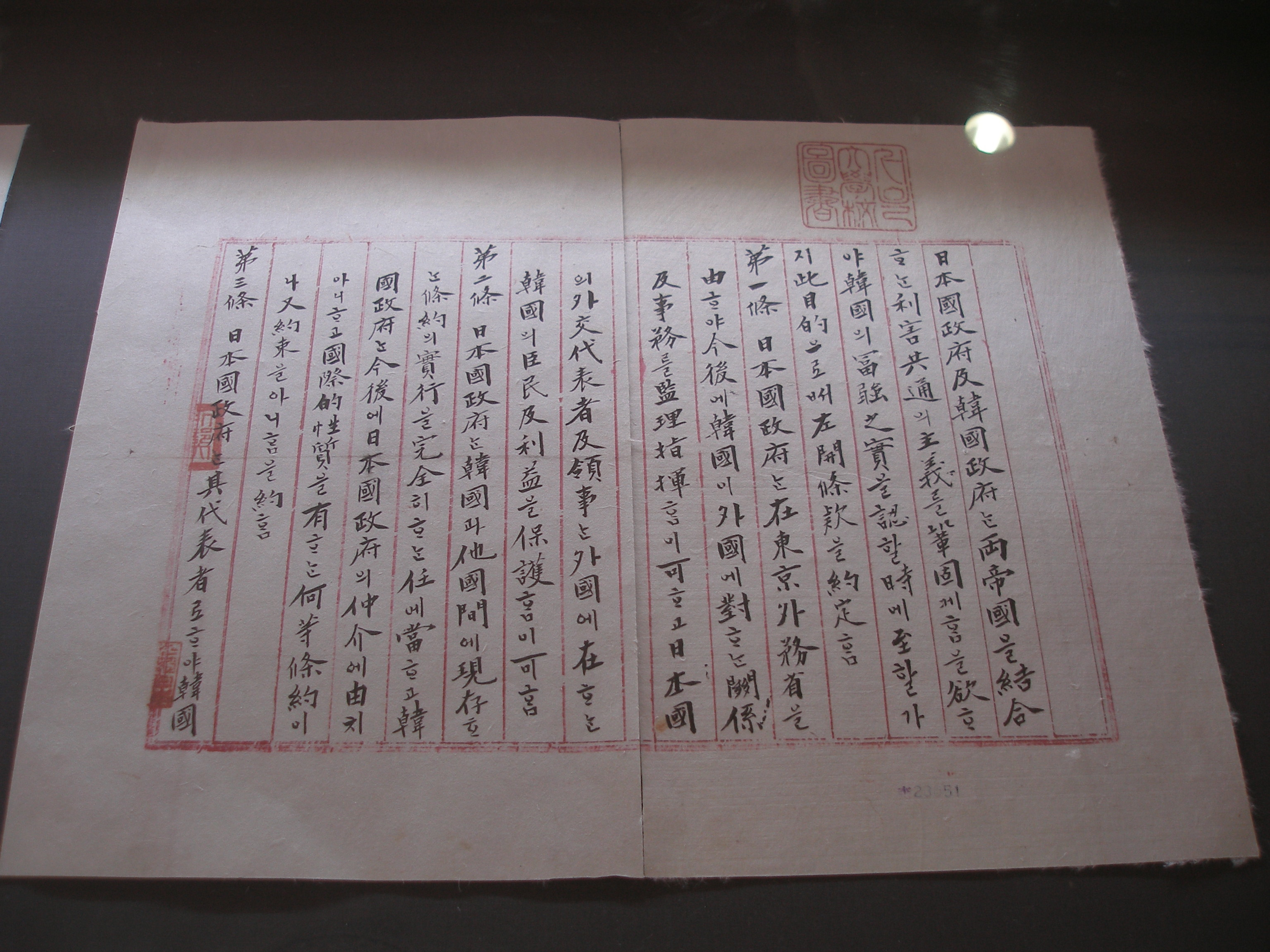
3,072 × 2,304px

پیمان ۱۹۰۵ ژاپن و کره که به عنوان پیمان یولسا و پیمان تحت‌الحمایگی کره توسط ژاپن در سال ۱۹۰۵ میان امپراتوری ژاپن و امپراتوری کره منعقد شد. مذاکرات عاقبت در تاریخ ۱۷ نوامبر همان سال پایان پذیرفت. این پیمان رسماً کره را به دست‌نشانده و تحت‌الحمایهٔ امپراتوری ژاپن تبدیل کرد. این پیمان به دنبال پیروزی ژاپن در جنگ با روسیه انعقاد یافت.